# 브루스 랭글리
브루스 랭글리(영어: Bruce Langley)는 영국의 배우로, 미국 드라마 《신들의 전쟁》에 출연한다.